# Teken van Steinberg

Boven: negatief, onder: positief

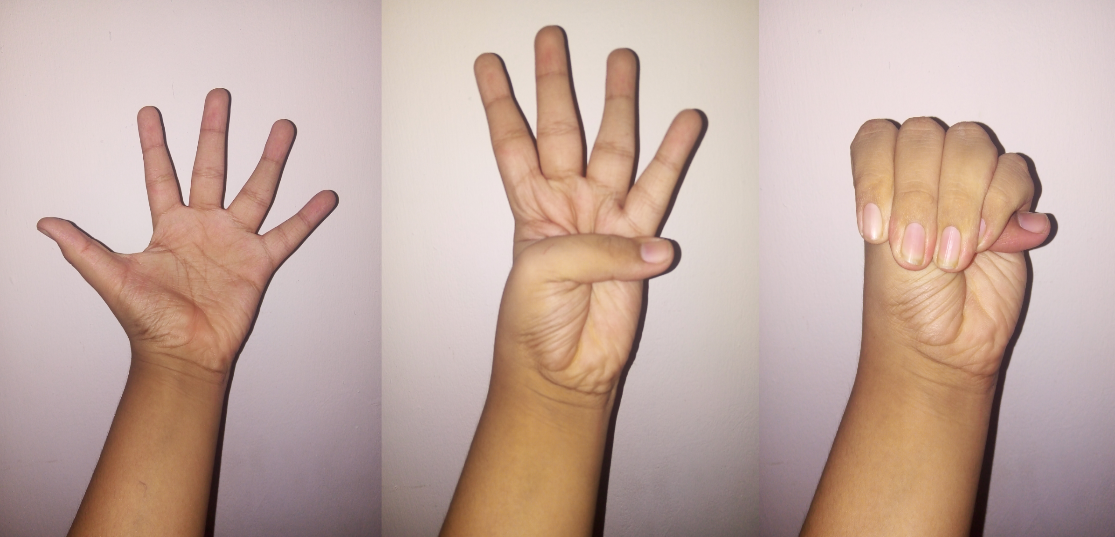
Positief teken

Het teken van Steinberg, ook wel het duimteken, wordt vastgesteld (positief bevonden) wanneer de distale falanx van de duim, met of zonder ondersteuning, voorbij de handpalm gaat wanneer de handpalm in een vuist wordt gesloten. Een positief teken bewijst een combinatie van zowel arachnodactylie als hypermobiliteit. 

## Medische betekenis
Een positief duimteken wordt geassocieerd met het syndroom van Marfan. Er zijn auteurs die suggereren dat een positief duimteken op zichzelf kan wijzen op een verhoogd risico op aneurysma aortae, ook wanneer er geen andere bewijzen zijn van een bindweefselziekte.

## Soortgelijke tekenen
Het duimteken is niet het enige teken dat wordt gebruikt voor het vaststellen van bindweefselziekten. Een ander teken is het teken van Walker-Murdoch, ook wel het polsteken. Deze wordt positief bevonden wanneer de pink en de duim elkaar overlappen bij het grijpen van de pols. Er lijkt weinig overeenkomst te bestaan over de mate van overlapping.